# Ivan Nemčický
Ivan Nemčický (9. října 1957 Topoľčany – 6. března 2021 Prievidza) byl slovenský fotbalista.

## Fotbalová kariéra
V československé lize hrál za ZŤS Košice a Duklu Banská Bystrica, nastoupil ve 43 utkáních a vstřelil 1 gól. V nižších soutěžích hrál za VTJ Tábor, ZŤS Martin a Baník Prievidza.

## Ligová bilance
| Ročník                                      | Zápasy | Góly | Klub                  |
| ------------------------------------------- | ------ | ---- | --------------------- |
| 2. československá fotbalová liga 1975/76    | -      | 0    | Baník Prievidza       |
| 1. slovenská národní fotbalová liga 1976/77 | -      | 0    | Baník Prievidza       |
| 1. slovenská národní fotbalová liga 1977/78 | -      | 0    | VSS Košice            |
| 1. československá fotbalová liga 1978/79    | 3      | 0    | ZŤS Košice            |
| 1. československá fotbalová liga 1979/80    | 9      | 0    | ZŤS Košice            |
| 1. československá fotbalová liga 1980/81    | 25     | 1    | ZŤS Košice            |
| 1. československá fotbalová liga 1981/82    | 6      | 0    | Dukla Banská Bystrica |
| Česká národní fotbalová liga 1981/82        | 15     | 0    | VTJ Tábor             |
| 1. slovenská národní fotbalová liga 1982/83 | 29     | 3    | ZŤS Martin            |
| 1. slovenská národní fotbalová liga 1983/84 | 26     | 0    | Baník Prievidza       |
| 1. slovenská národní fotbalová liga 1984/85 | 27     | 0    | Baník Prievidza       |
| 1. slovenská národní fotbalová liga 1985/86 | 24     | 1    | Baník Prievidza       |
| 1. slovenská národní fotbalová liga 1986/87 | 19     | 0    | Baník Prievidza       |
| 1. slovenská národní fotbalová liga 1987/88 | 28     | 1    | Baník Prievidza       |
| 1. slovenská národní fotbalová liga 1988/89 | 30     | 0    | Baník Prievidza       |
| 1. slovenská národní fotbalová liga 1989/90 | -      | 0    | Baník Prievidza       |
| 1. LIGA CELKEM                              | 43     | 1    |                       |